# Купол Ельфо
Ку́пол Ельфо́ (фр. La coupole d'Helfaut, також відомий як Будмайданчик 21 нім. Bauvorhaben 21) — німецький бункер на півночі Франції, на території комуни Ельфо (департамент Па-де-Кале), у п'яти кілометрах південніше від Сент-Омера. Бункер було збудовано «Організацією Тодта» у 1943–1944 роках на місці закинутого вапнякового кар'єру, він мав призначення для захисту від бомбардування комплексу передстартового підготовлення та заправляння ракет Фау-2, що запускались для ударів по Лондону. У зв'язку з інтенсивними повітряними авіаударами союзних військ у 1943–1944 роках і викликаними цим руйнуваннями, завершення будівництва було визнане неможливим (хоча сам купол значних руйнувань не зазнав). З 1997 року споруда є частиною тематичного музею, присвяченого німецькій ракетній програмі часів Третього рейху.

## Історія
Інтенсивні стратегічні бомбардування Німеччини, що проводились союзною авіацією, змусили німців до середини Другої світової війни вишукувати способи захисту своїх стратегічних об'єктів від повітряного знищення. До таких об'єктів належала й інфраструктура «зброї відплати» — ракети Фау-2.
Як вінець німецької ракетної програми, Фау-2 була першим у світі далекобійним балістичним керованим снарядом, взятим на озброєння і масово застосованим в бойових діях. Тим не менше, ракета Фау-2 мала низку слабких місць, зокрема, це була необхідність заправки рідким киснем перед запуском.
Виробництво рідкого кисню в масштабах, необхідних для частих запусків Фау-2 вимагало величезних промислових потужностей. Плановані темпи запуску — до 30-ти і більше ракет на добу — змушували будувати нові заводи з виробництва рідкого кисню за можливості як найближче до пускових установок, щоб мінімізувати втрати рідкого кисню від випаровування. Німецькі ВПС, що перебували у 1943 році на межі виснаження, були уже не в змозі надійно захистити пускові комплекси від інтенсивних бомбардувань.
Для забезпечення безперебійних запусків Фау-2, інженери полігону Пенемюнде (нім. Peenemünde Schießplatz) висунули ідею будівництва підземних бункерів, захищених від бомбардувань потужними перекриттями із залізобетону. Ці бункери повинні були стати цілими підприємствами із заправки та передстартового підготовлення ракет Фау-2 перед їх висуванням на бойові позиції. Незважаючи на опозицію інженера-адміністратора Вальтера Дорнбергера, котрий вважав, що такі бункери будуть занадто вразливі, концепція сподобалася Гітлеру, і той, керуючись вдалим досвідом будівництва залізобетонних закритих бункерів для підводних човнів на базах флоту, наказав розпочати будівництво відразу декількох велетенських споруд.

## Конструкція й розташування

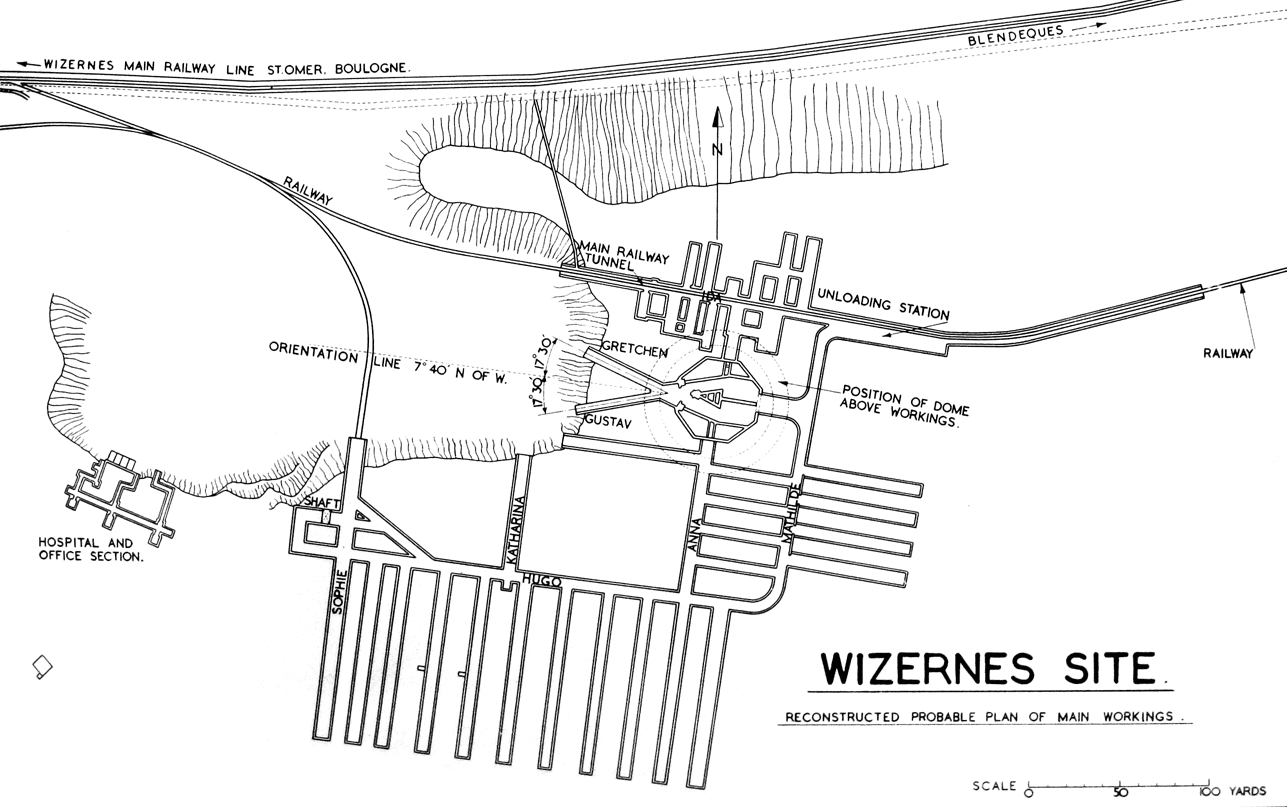
Будівельний план ракетного комплексу

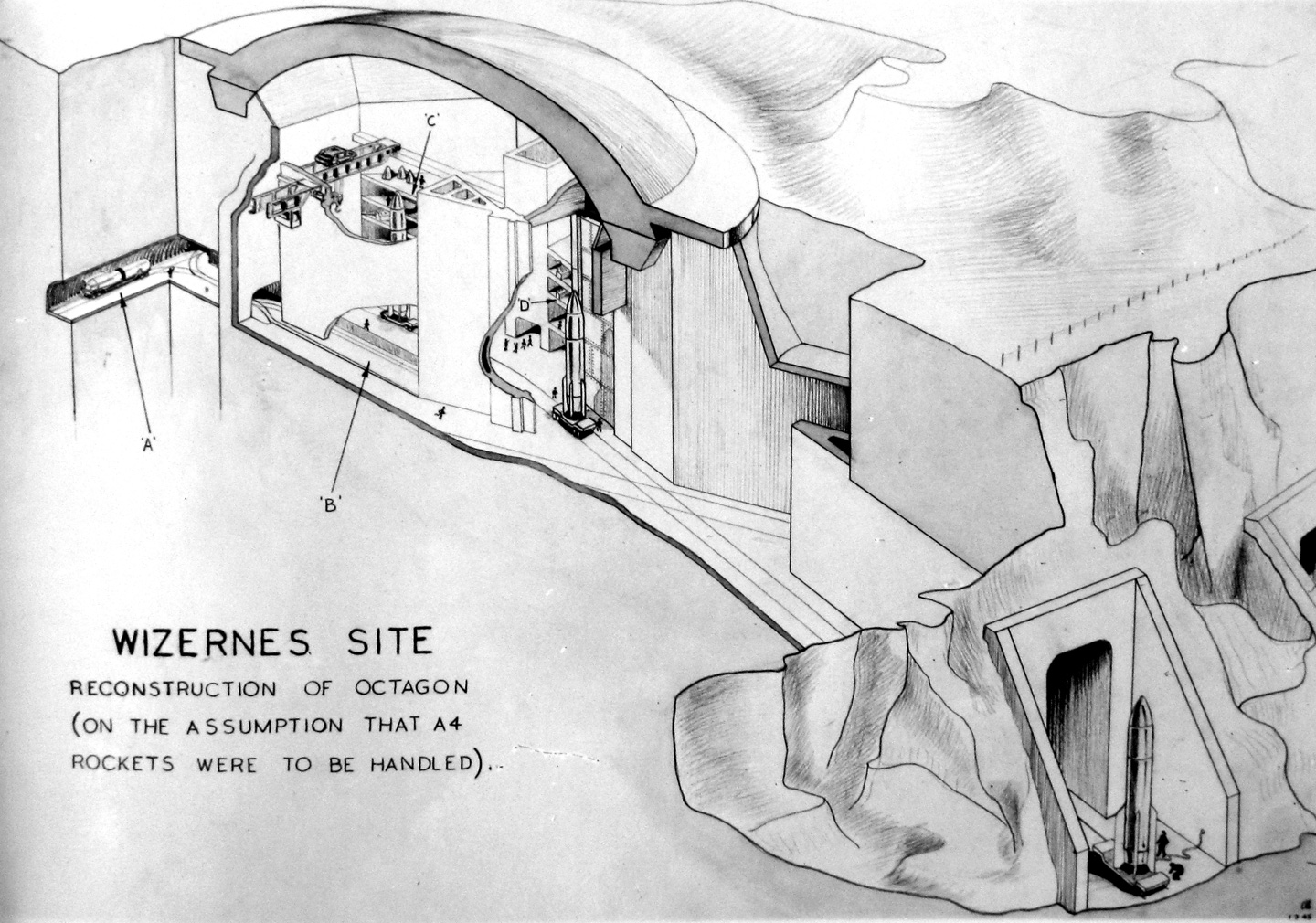
3D-схема ракетного комплексу

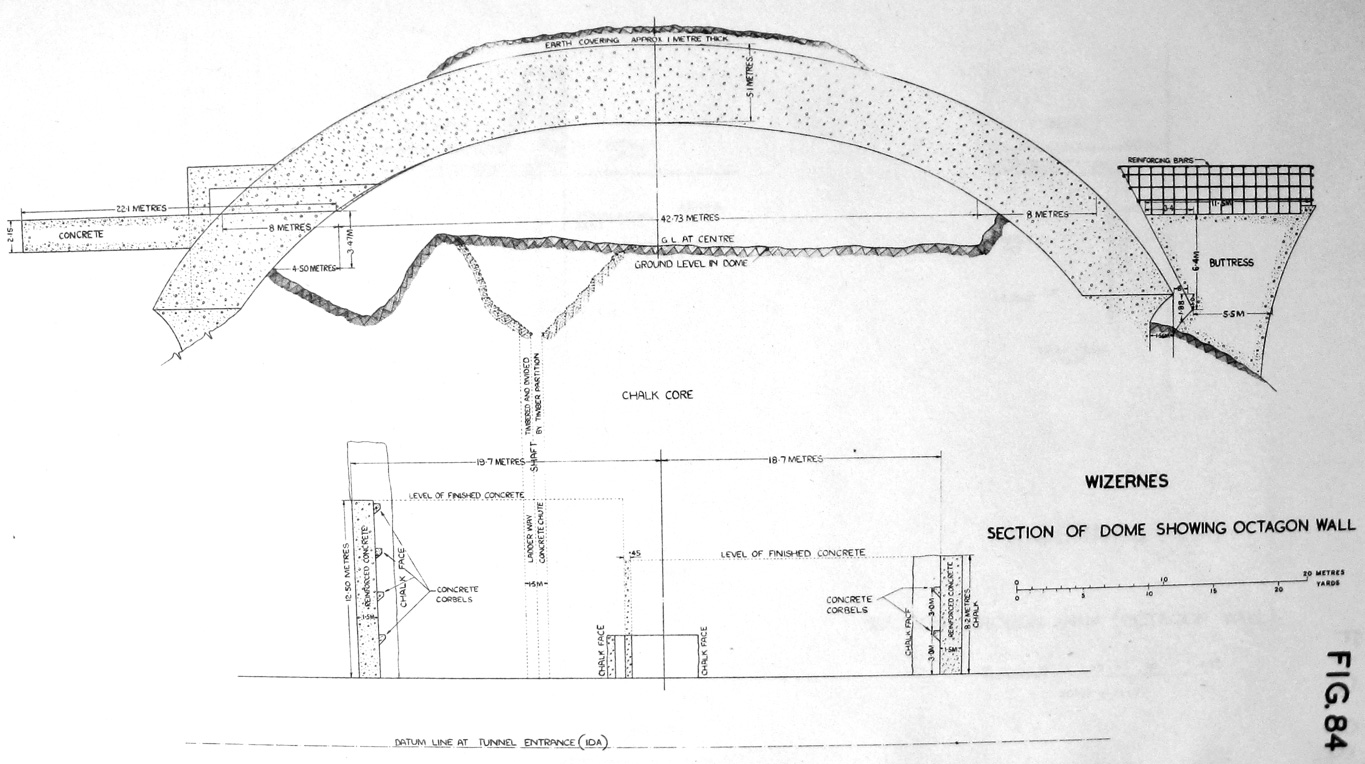
Кресленик радіального розрізу купола

Успішна атака союзної авіації на споруджуваний Бункер Еперлек, розташований на півночі Франції, що була проведена 27 серпня 1943 року, змусила німецьких конструкторів переглянути підхід до будівництва великих залізобетонних споруд в радіусі досяжності важких бомбардувальників англійців і американців. Було визнано, що звичайні методи будівництва — риття котловану, будівництво споруди і потім засипання його ґрунтом — занадто вразливі при безперервних бомбардуваннях.
Як альтернативу, Альберт Шпеєр на зустрічі з Гітлером 30 вересня 1943 запропонував нову схему будівництва. Передбачалося на місці майбутнього будівництва звести гігантський залізобетонний купол, здатний цілком прикрити будмайданчик від бомбардувань. Під цим гігантським «дахом», що повністю закривав би зону проведення робіт, проводилась виїмка ґрунту, і далі, у вивільненому просторі розташовувались допоміжні споруди та обладнання для підготовки балістичних ракет.
Місцем будівництва було обрано закинутий кар'єр недалеко від французького населеного пункту Візерн, в департаменті Па-де-Кале. Раніше він вже розглядався як можливе сховище ракет перед доставкою в Еперлек. Поруч з кар'єром мав бути надбудований гігантський залізобетонний купол, товщиною 1,5 метра, діаметром у 71 метр і масою 55 000 тонн. Під захистом цієї гігантської споруди, який вважався невразливим для звичайних авіаційних бомб, мав бути зведений величезний підземний комплекс заправляння і передстартового підготовляння ракет Фау-2, сполучений системою тунелів загальною довжиною у 7,4 км із залізничною гілкою та з пусковими майданчиками у самому кар'єрі.
Залізнична гілка, що відгалужувалась від основної залізничної лінії кар'єру, проходила через підземний тунель під назвою «Іда». Тунель півкільцем охоплював купол, знову з'єднуючись із залізничною лінією за його межами, що дозволяло поїздам, що доставляли в комплекс ракети із заводів, не затримуватись для розвороту. Тунель «Іда» також був підземною розвантажувальною станцією — тут, під захистом від бомб поїзди повинні були перевантажувати доставлені ракети на транспортні візки, що переміщалися двома тунелями «Матильда» і «Х'юго», які вели безпосередньо в приміщення під куполом. Обидва тунелі були також оснащені великою кількістю бічних відгалужень, призначених для зберігання в очікуванні запуску десятків доставлених ракет.
Безпосередньо під куполом розташовувався величезний підземний зал у формі восьмикутника з поперечним розміром 41 метр і висотою в 33 метри. Зал, поділений на декілька горизонтальних ярусів, служив для проведення передстартового підготовляння та заправляння ракет пальним і рідким киснем, що надходив із розташованого рівнем вище кисневого заводу. Тут, ракети Фау-2 проходили передстартову підготовку, оснащувалися боєголовками, і, заправлені, встановлювалися у вертикальне положення (перевозити заправлену ракету в горизонтальному положенні було не можна).
Із західного боку зали, що примикав безпосередньо до кар'єру, розташовувалися дві високі галереї — «Густав» і «Гретхен», що вели з купола. Цим підземними коридорами, заввишки кожен у 17 метрів і шириною 4 метри, заправлені і споряджені ракети Фау-2 повинні були доставлятися у вертикальному положенні із складальної зали на стартові майданчики. Зовнішні виходи з галерей закривалися вибухонепроникними сталевими дверима вагою близько сотні тонн. Відстань до Лондона становила 188 км.
Очікуваний темп подавання ракет Фау-2 з-під купола мав забезпечити запуск 30-50 одиниць на добу. Гітлер вимагав, щоб купол був повністю готовий до запусків до кінця 1943 року, але цю вимогу виконати було неможливо.

## Будівництво
Спорудження купола розпочалось у листопаді 1943 року. Грандіозна споруда була зведена безпосередньо на ґрунті, і згодом, під куполом почалося риття гігантської виїмки для розміщення устаткування ракетного комплексу. Хоча спочатку передбачалося завершити будівництво до весни 1944, безперервні повітряні нальоти союзників суттєво сповільнювали темпи робіт (лише у травні 1944 року через постійні повітряні тривоги будівництво переривалося 229 разів).
На відміну від інших німецьких будівельних проектів, спорудження велося в основному руками німецьких висококваліфікованих робітників, з відносно невеликим залученням праці військовополонених. Гітлер надавав будівництву високий пріоритет, за його наказом число робітників було збільшено з 1100 у квітні 1944 до 1400 в червні 1944.
Вже в процесі будівництва, конструкція купола була дооснащена «протибомбовою стіною», що кільцем охопила його основу. Ця залізобетонна споруда висотою 14 метрів і завтовшки в 2 метри перешкоджала розпушуванню бомбами ґрунту біля країв купола, що могло б призвести до обвалення конструкції.
Поруч з куполом, на вершині, що нависає над кар'єром пагорба, було змонтовано кубічної форми бетонну споруду, покликану захищати виходи вентиляційних шахт. Робота з ракетним паливом в бункері вимагала хорошої вентиляції, і ризик ураження вентиляційних шахт бомбардуваннями змусив передбачити для них захист. Тим не менше, будівництво вентиляційних шахт не було завершене навіть до того моменту, коли німці втратили контроль над куполом.

## Атаки союзників та руйнування купола
Союзники зафіксували активність у Візерні ще в серпні 1943 року, але вони не мали інформації про будівництво купола до січня 1944, коли літак-розвідник виявив ретельно закамуфльовану споруду. Хоча аналітики союзників допускали, що вона якось пов'язана з німецькою програмою «зброї відплати», тим не менше не було масштабних повітряних атак на купол до березня 1944, коли об'єкт було внесено у список цілей операції «Арбалет» (англ. operation «Crossbow») — бомбардувальної кампанії проти майданчиків розгортання німецької ракетної зброї.

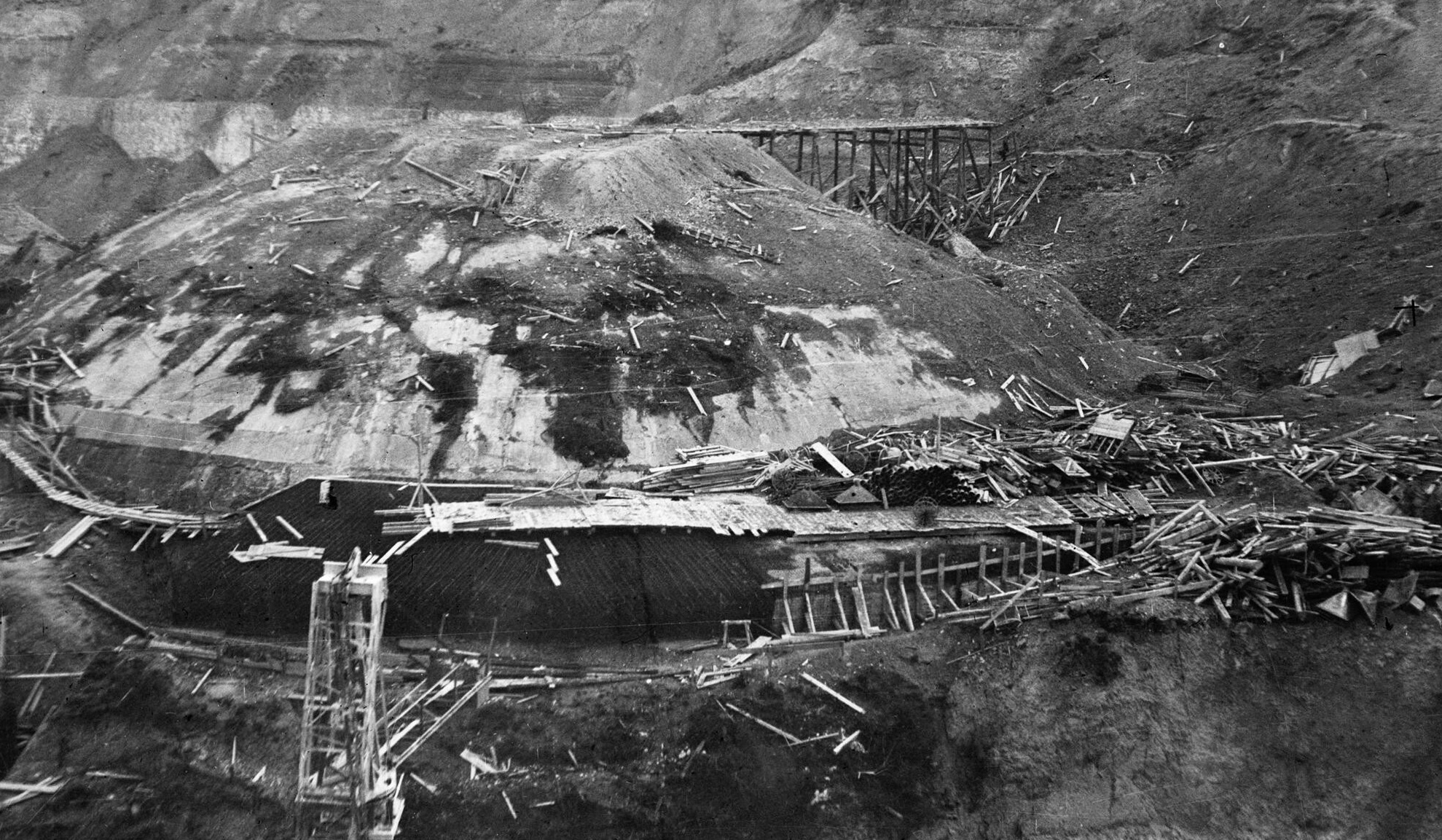
Напівзруйнований купол після бомбардування 17 липня 1944 року

У наступні декілька місяців, купол піддався в цілому 16 повітряним нальотам із викристанням 811 бомбардувальників та скиданням 4260 тонн бомб. Значної шкоди було завдано навколишній місцевості, включаючи майже повне руйнування населеного пункту Візерн.
Незважаючи на тисячі тонн скинутих бомб, купол практично не постраждав від звичайних бомбардувань. Добре закамуфльована, порівняно невелика споруда, виявилося складною ціллю для висотного бомбометання. За весь час традиційних бомбардувань, було зроблене лише одне пряме попадання в купол, але й воно не завдало йому ніякої шкоди. Тим самим, принципово правильність концепції була підтверджена — захищений від бомбардувань будмайданчик практично не зазнавав втрат від ворожих атак.
Але союзники все ж змогли знайти спосіб вивести купол з ладу: в червні і липні 1944 року, Королівські військово-повітряні сили Великої Британії провели серію атак з використанням нових 5-тонних сейсмічних бомб «Tallboy».
Бомбардування із застосуванням надважких бомб почалися з 24 червня і завершилися 17 липня з руйнівним ефектом. Детонування заглиблюваних у ґрунт снарядів буквально зрівняли з землею будівельний майданчик, повністю підтвердивши тим самим розрахунки британського конструктора Барнса Воллеса. Як він і очікував, надважкі бомби виявилися здатними руйнувати споруди не лише за прямого влучення, а й при близькому вибуханні в глибині ґрунту. Бомби, що скидалися з великої висоти, розганялися до надзвукової швидкості і пробивали ґрунт до глибини 30 метрів перед детонуванням, генеруючи ефект штучного землетрусу. Одна бомба попала прямо в схил пагорба над куполом, викликавши грандіозний обвал, який завалив тунелі «Густав» та «Гретхен». Сам купол не постраждав, але детонації бомб послабили породу навколо нього, викликавши руйнування захисної стіни, яка частково обвалилась в кар'єр. Руйнування були настільки значні, що продовження робіт на майданчику було визнане безглуздим. Дорнбергер писав, що вибухи бомб настільки дестабілізували пагорби навколо, що майданчик зазнавав постійних зсувів.
18 липня, після отримання інформації про руйнування майданчика, німецьке командування відмовилося від ідеї запускати Фау-2 з бункерів. Роботи над куполом були зупинені. Деякий час розглядалася можливість використання уцілілої конструкції куполу для розміщення під ним кисневого заводу, що постачав би киснем нові, мобільні позиції Фау-2. Але висадка союзників у Нормандії і стрімкий наступ англо-американських військ у Північній Франції призвели до того, що 5 вересня купол опинився в руках союзників.

## Повоєнна історія
Після захоплення купола, союзники провели його детальне обстеження. Британська технічна комісія під керівництвом Дункана Сендса вивчила об'єкт, склавши його детальний опис. Комісія підтвердила, що купол мав використовуватися для запуску ракет Фау-2. У той же час комісія зробила допущення, що, судячи з розмірів транспортних коридорів, які вели до пускових майданчиків у кар'єрі (висота 17 м), купол міг би також використовуватися для запуску дещо більших за розміром ніж Фау-2 ракет. Подальша експлуатація купола для будь-яких цілей була визнана союзниками небезпечною, так як міцність споруди була порушена, тунелі безперервно обсипались.
Після війни, купол разом з кар'єром виявився у приватній власності. Оскільки кар'єр був давно вироблений, купол не викликав інтересу і залишався занедбаним до 1986 року.

## Музей купола

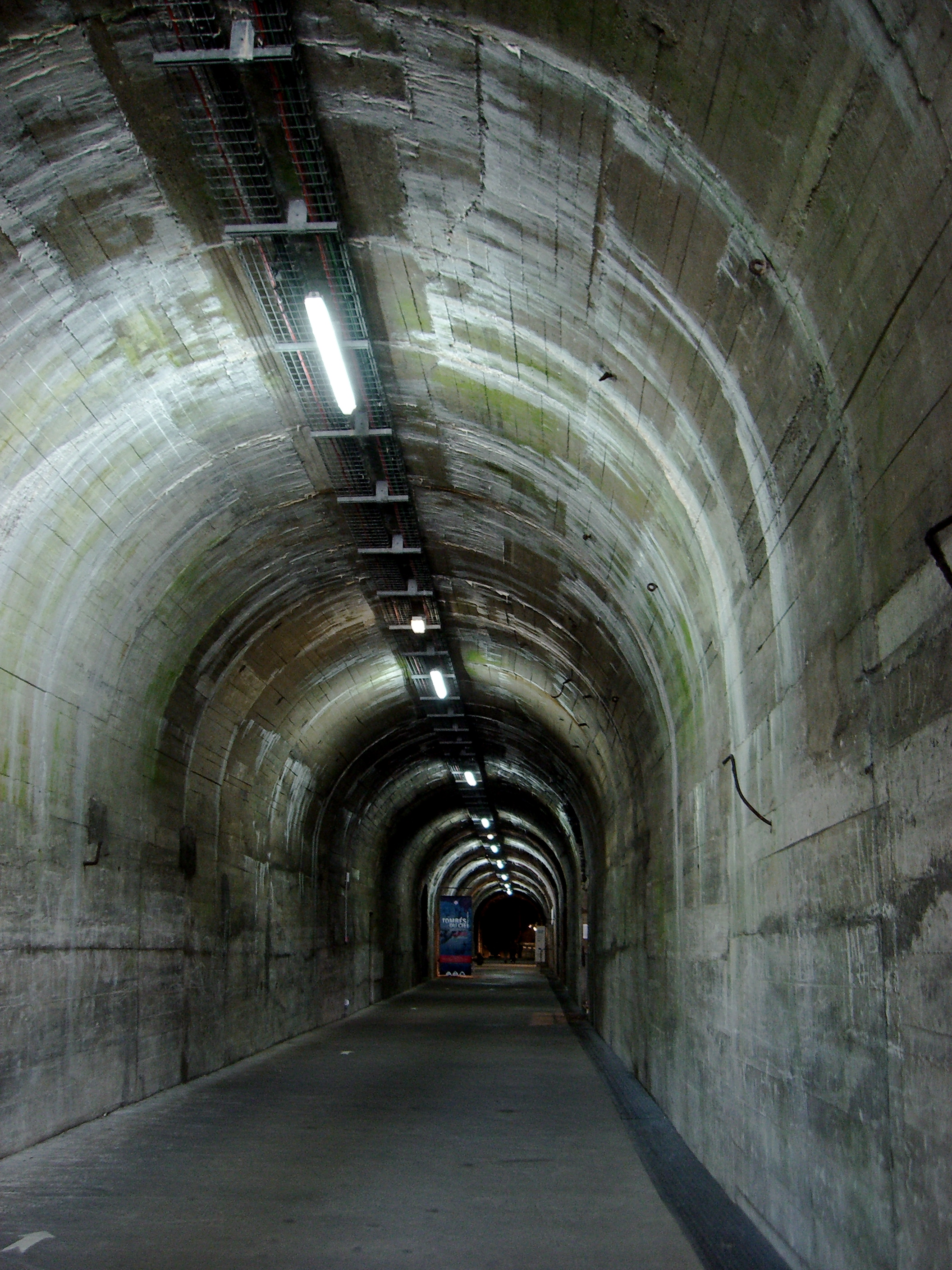
Сучасний вигляд тунелю Іда (2007)

У 1986 році, адміністрація департаменту Па-де-Кале інвестувала 10 мільйонів франків у відновлення купола у Візерні як частину музейної експозиції, присвяченої Другій світовій війні та «зброї відплати». План було представлено широкій публіці у 1987 році, на конференції, проведеній 20-21 липня у присутності архітектора куполу Вернера Флосса. Частина галереї «Іда», що була заблокована з 1944 року, відкрили для туристів.
Група місцевих істориків розпочала наприкінці 1980-х кампанію за часткове завершення робіт над куполом і перетворення його в повноцінний музейний комплекс. План отримав підтримку, і в 1993 році, після 49 років простою, роботи над куполом відновилися. Проект вартістю в 69 мільйонів франків був фінансований частково місцевим правлінням (35 мільйонів), Європейським Співтовариством (12 мільйонів) і правліннями інших регіонів. У ході роботи, октагональну залу під куполом було розширено і поглиблено на 2 метри, й перетворено на величезну музейну експозицію, присвячену окупації Франції та програмі «зброї відплати». Тунелі «Іда» і «Матильда» були пристосовані для переміщення туристів.
До 2011 року, музей відвідали бпонад 120 000 осіб. В експозиції представлено велику кількість зразків ракет Фау-1 і Фау-2. З 2010 року, музей також має у розпорядженні батарею наддалекобійних гармат Фау-3 у Фортеці Мімоеске.